# César Fabián Zabala
César Fabián Zabala (Sunchales, 7 luglio 1970) è un ex calciatore argentino, di ruolo attaccante.

## Carriera
Nella stagione 1991-1992 ha giocato 5 partite in massima serie con l'Independiente.